# Flensburger Sparkasse
Die Flensburger Sparkasse war eine öffentlich-rechtliche Sparkasse mit Sitz in Flensburg in Schleswig-Holstein. Sie ist mit Fusion zum 1. Juli 2008 in die Nord-Ostsee Sparkasse (Nospa) übergegangen.

## Organisationsstruktur
Die Flensburger Sparkasse war eine Anstalt des öffentlichen Rechts. Rechtsgrundlage war das Sparkassengesetz für Schleswig-Holstein und die durch den Verwaltungsrat der Sparkasse erlassene Satzung. Organe der Sparkasse waren der Vorstand und der Verwaltungsrat. 
Insgesamt beschäftigte die Sparkasse 428 Mitarbeiter, darunter 36 Auszubildende (Stand 2006). Sie betrieb 10 Filialen und 18 SB-Filialen.

## Geschäftsausrichtung
Die Flensburger Sparkasse betrieb als Sparkasse das Universalbankgeschäft und war Marktführer in ihrem Geschäftsgebiet. Im Verbundgeschäft arbeitete die Flensburger Sparkasse mit der HSH Nordbank, der Landesbausparkasse Schleswig-Holstein, der DekaBank und der Provinzial NordWest zusammen.

## Nachgeschichte
Ausgelöst durch Kreditausfälle befand sich die Flensburger Sparkasse unmittelbar vor der Fusion mit der Nord-Ostsee Sparkasse in einer existenziellen Notlage. Die Staatsanwaltschaft Kiel ermittelte daher gegen Verantwortliche der ehemaligen Flensburger Sparkasse wegen Untreue. Im Januar 2012 erhob sie gegen sechs Beteiligte Anklage, das zuständige Landgericht lehnte die Eröffnung des Hauptverfahrens jedoch im Mai 2015 ab. Nach teilweise erfolgreicher Revision beim Oberlandesgericht wurde ein Verfahren gegen zwei ehemalige Vorstandsmitglieder der Sparkasse eröffnet. Dieses wurde am 19. Dezember 2016 gegen Zahlungsauflagen in jeweils fünfstelliger Höhe eingestellt. Zu dieser einvernehmlichen Entscheidung trug eine gesonderte finanzielle Einigung zwischen der Nord-Ostsee-Sparkasse und den Angeklagten wesentlich bei.